# اس‌اس الینگامیت
اس‌اس الینگامیت (به انگلیسی: SS Elingamite) یک کشتی بود که طول آن ۳۲۰ فوت (۹۸ متر) بود. این کشتی در سال ۱۸۸۷ ساخته شد.